# Valentino Fioravanti
Valentino Fioravanti (Roma, 11 de setembre de 1764 - Càpua, 16 de juny de 1837) fou un cèlebre compositor italià d'òperes bufes.
Va ser un dels millors compositors de d'òpera buffa entre Cimarosa i Rossini. Era especialment popular a Nàpols, i era el primer a Itàlia a introduir el diàleg parlat a la manera francesa en les seves obres, a vegades utilitzant el dialecte napolità. Va compondre unes 70 òperes, la més famosa de les quals fou Le cantatrici villane des de 1799.
El seu fill gran, Giuseppe Fioravanti, va ser un cantant d'òpera d'èxit, i el seu fill menor, Vincenzo Fioravanti (1799-1877), es va convertir també en un cèlebre compositor d'òpera bufa, arribant a escriure 35 òperes. Els seus nets, Valentino Fioravanti (1827-1879) i Luigi Fioravanti (1829-1887), van tenir unes brillants carreres operístiques com a basso buffos.